# Casa Salasó
La Casa Salasó és una obra de la Vall de Boí (Alta Ribagorça) inclosa a l'Inventari del Patrimoni Arquitectònic de Catalunya.

## Descripció
Casa entre mitgeres de caràcter unifamiliar. La seva estructura és molt allargassada i força estreta, presentant força problemes per a la seca identificació donat que s'adossa a altres dues cases, de manera que la part posterior de la casa presenta una era amb tanca, comú a tres cases. Cal remarcar la presència de doble balconada en el segon i tercer pis amb barana treballada de fusta. Cal remarcar la lluerna que té a la part posterior de la casa.

## Història
Aquesta casa junt amb la casa Sastre i la casa Pons formen un conjunt edificat entorn el carrer de Sant Antoni (vegeu fitxa), dels més característics.